# 전조선축구대회
전조선축구대회(全朝鮮蹴球大會)는 일제강점기 조선에서 개최되었던 축구 대회이다. 1921년부터 전국 규모로 개최되었으며, 1940년에 제21회 대회를 마지막으로 폐지되었다. 이후 대한축구협회에 의해 전국축구선수권대회(1946~2000)와 FA컵(1996~)으로 이어진다. 관서체육회 주최로 평양에서 열린 전조선축구대회와 명칭이 동일하나 전혀 다른 대회이다.

## 역사
1910년대 서울과 평양 등 전국적인 축구 열풍으로 수많은 성인축구 및 학원축구 팀들이 생겨났고, 이에 전국 단위 축구대회 탄생의 분위기가 형성된다. 그리고 1921년 조선체육회에서는 전조선축구대회라는 명칭으로 한국축구 최초의 전국 규모 축구대회를 창설한다. 초기에는 축구경기만을 대회로 치렀으나, 제15회(1934년)부터 제18회(1937년) 대회까지는 전조선종합경기대회(현 전국체육대회의 전신)의 일부로서 타 운동종목과 함께 개최되었다. 그러나 1937년 일제의 조선체육회의 강제 해산에 따라 전조선종합경기대회가 폐지되며 축구경기 역시 폐지의 위기에 몰린다. 이에 따라 1938년부터는 조선축구협회가 이를 존속시키고자, 전조선종합축구선수권대회라는 명칭으로 축구경기만을 따로 주최하게 된다. 특히 조선축구협회는 조선체육회 주최의 전조선축구대회의 전통을 이어받는 뜻에서, 대회 횟수도 제19회로 명명한다. 그러나 이 역시 일제의 구기종목 금지령으로 3년 만에 폐지된다.

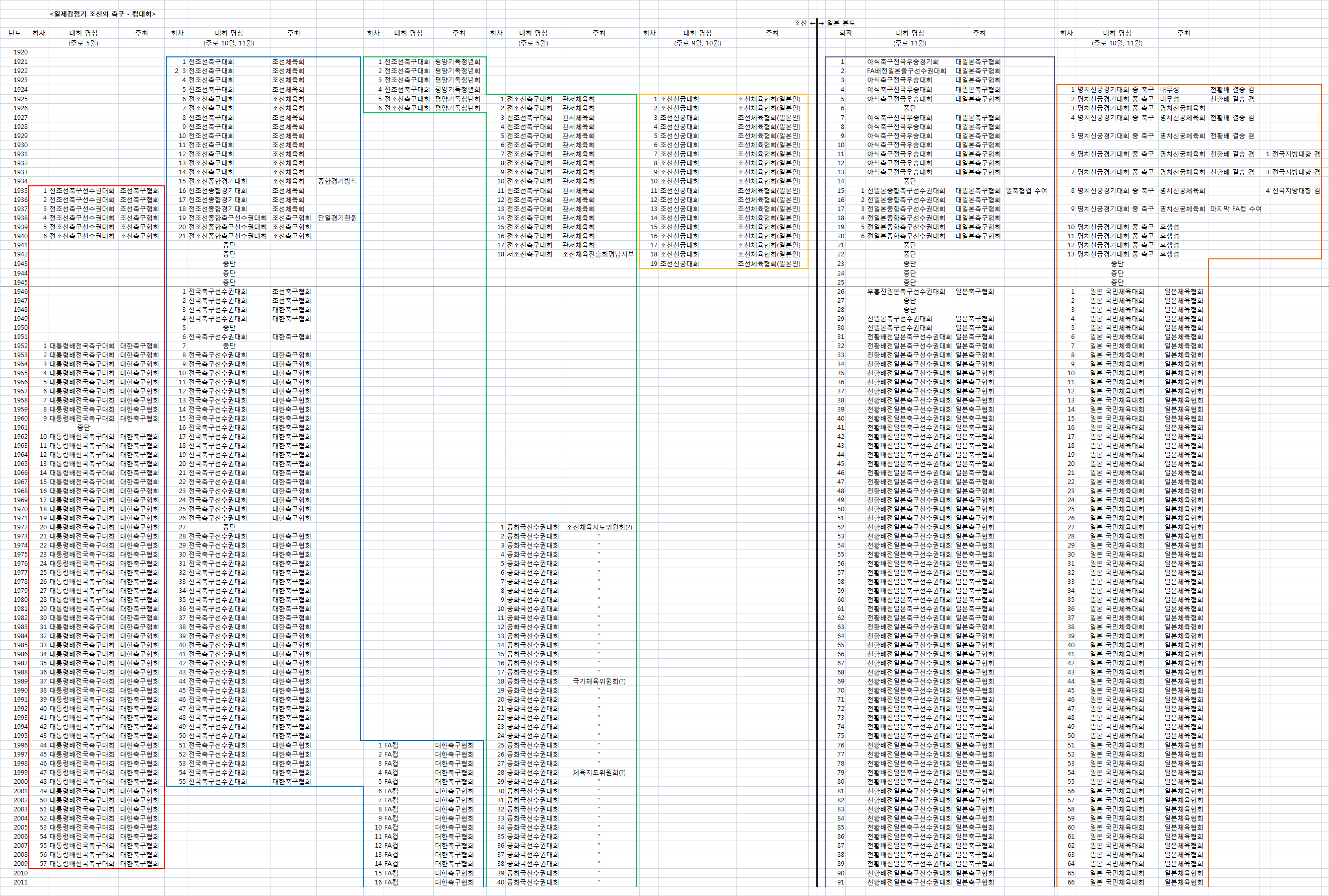
일제강점기 조선의 축구 컵대회

## 대회 개요

### 주최
제1회(1921년)부터 제18회(1937년) 대회는 조선체육회에서 주최하였으나, 제19회(1938년)부터 제21회(1940년)대회까지는 조선축구협회에서 주최하였다.
한편 제1회 대회 개최 당시 조선일보와 동아일보가 일제로부터 첫 정기정간을 당했던 시기라, 총독부기관지인 매일신보에서 후원했으나, 제3회 대회부터는 동아일보가 후원한다.

### 장소와 시기
출전 팀의 홈 또는 원정 경기장에서 열리는 지금의 FA컵과 달리, 전조선축구대회는 모두 서울에서 열렸다. 초기에는 배재고보, 경성중학, 휘문고보 운동장 등에서 열렸으나, 제8회(1927년) 대회부터는 경성운동장(현 동대문운동장)에서 열렸다.
개최 시기와 관련하여 초기에는 2월이나 4월에도 열렸으나, 이후에는 주로 늦가을인 10월에서 11월에 열렸다. 때문에 1920년대 중반부터는 봄 - 평양의 전조선축구대회, 가을 - 서울의 전조선축구대회의 구도가 정착된다.

### 대회 구성
연령별로 성인팀 대 성인팀, 유소년팀 대 유소년팀의 대결구도로 각각 개최되었다는 것이 특징이다. 회차에 따라 다소 차이는 있었으나, 소학부, 중등부, 전문부, 청년부(혹은 일반부)와 같이 대회가 구분되어 있었다. 소학부는 지금의 초등학교, 중등부는 지금의 중고등학교, 전문부는 지금의 대학교, 청년부는 지금의 성인팀에 해당한다.

## 의미
전조선축구대회는 한국 최초로 정식 축구경기규칙이 적용되어 근대식 축구경기가 열린 대회이다. 일본 아사히신문사가 발행한 운동연감에 실려있는 축구경기규칙을 한국어로 번역하여 제1회 대회부터 적용한 것이다. 제2회 대회부터는 대회강령 및 경쟁규정, 심판규정이 마련되었으며 그 내용은 지금까지 남아있어 한국축구사 연구에 좋은 자료를 제공해주고 있다.
전조선축구대회는 1940년을 끝으로 폐지되었고, 초기의 여러 대회를 현 천황배일본축구대회의 뿌리로 인정하여 횟수를 부여하는 일본축구협회와 달리, 대한축구협회에서는 전조선축구대회와 FA컵의 관계에 대해 공식적인 언급이 없는 상태이다. 하지만 FA컵의 전신에 가까운 전국축구선수권대회(1946-2000)와 현재의 FA컵(1996-) 이전에 열린 최초의 전국적인 대회로서 역사적인 상징성이 있다.

## 각 대회별 결과
| 횟수 | 연도 | 일시         | 종별   | 우승                                               | 스코어                                             | 준우승                                             | 장소            | 비고                                                     |
| ---- | ---- | ------------ | ------ | -------------------------------------------------- | -------------------------------------------------- | -------------------------------------------------- | --------------- | -------------------------------------------------------- |
| 1회  | 1921 | 2.13 - 14    | 중등부 | 분규로 대회 중단                                   | 분규로 대회 중단                                   | 분규로 대회 중단                                   | 배재고보 운동장 |                                                          |
| 1회  | 1921 | 2.13 - 14    | 고등부 | 분규로 대회 중단                                   | 분규로 대회 중단                                   | 분규로 대회 중단                                   | 배재고보 운동장 |                                                          |
| 2회  | 1922 | 2.11 - 13    | 중등부 | 휘문고보                                           | 3 : 0                                              | 중앙고보                                           | 경성중학 운동장 |                                                          |
| 2회  | 1922 | 2.11 - 13    | 청년부 | 평양무오단                                         | 3 : 0                                              | 불교청년회                                         | 경성중학 운동장 |                                                          |
| 3회  | 1922 | 11.23 - 25   | 학생부 | 휘문고보                                           | 2 : 1                                              | 숭실중학                                           | 배재고보 운동장 |                                                          |
| 3회  | 1922 | 11.23 - 25   | 청년부 | 불교청년회                                         | 2 : 0                                              | 건강구락부                                         | 배재고보 운동장 |                                                          |
| 4회  | 1923 | 11.21 - 23   | 소학부 | 광성보통학교                                       | 1 : 0                                              | 보인보통학교                                       | 휘문고보 운동장 | 소학부 신설                                              |
| 4회  | 1923 | 11.21 - 23   | 중등부 | 배재고보                                           | 4 : 4                                              | 중앙고보                                           | 휘문고보 운동장 | 소학부 신설                                              |
| 4회  | 1923 | 11.21 - 23   | 청년부 | 불교청년회                                         | 3 : 1                                              | 임술 축구단                                        | 휘문고보 운동장 | 소학부 신설                                              |
| 5회  | 1924 | 10.30 - 11.1 | 소학부 | 광성보통학교                                       | 4 : 0                                              | 영흥공립보통학교                                   | 휘문고보 운동장 |                                                          |
| 5회  | 1924 | 10.30 - 11.1 | 중등부 | 배재고보                                           | 3 : 0                                              | 평양고보                                           | 휘문고보 운동장 |                                                          |
| 5회  | 1924 | 10.30 - 11.1 | 청년부 | 건강운동부                                         | 6 : 3                                              | 수양구락부                                         | 휘문고보 운동장 |                                                          |
| 6회  | 1925 | 4.28 - 30    | 소학부 | 평양숭덕학교                                       | 2 : 1                                              | 광성보통학교                                       | 배재고보 운동장 | 전문부 신설                                              |
| 6회  | 1925 | 4.28 - 30    | 중등부 | 배재고보                                           | 3 : 0                                              | 경신학교                                           | 배재고보 운동장 | 전문부 신설                                              |
| 6회  | 1925 | 4.28 - 30    | 전문부 | 연희전문                                           | 0 : 0                                              | 숭실전문                                           | 배재고보 운동장 | 전문부 신설                                              |
| 6회  | 1925 | 4.28 - 30    | 청년부 | 조선 축구단                                        | 3 : 2                                              | 고려구락부                                         | 배재고보 운동장 | 전문부 신설                                              |
| 7회  | 1926 | 11.18        | 소학부 | 평양숭덕학교                                       | 1 : 0                                              | 안악공립보통학교                                   | 배재고보 운동장 |                                                          |
| 7회  | 1926 | 11.18        | 중등부 | 배재고보                                           | 5 : 2                                              | 경신학교                                           | 배재고보 운동장 |                                                          |
| 7회  | 1926 | 11.18        | 전문부 | 연희전문                                           | 2 : 0                                              | 숭실전문                                           | 배재고보 운동장 |                                                          |
| 7회  | 1926 | 11.18        | 청년부 | 평양무오단                                         | 3 : 2                                              | 조선 축구단                                        | 배재고보 운동장 |                                                          |
| 8회  | 1927 | 11.2- 4      | 소학부 | 숭덕학교                                           | 6 : 0                                              | 흥동학교                                           | 경성운동장      | 전문부 폐지                                              |
| 8회  | 1927 | 11.2- 4      | 중등부 | 숭실중학                                           | 3 : 1                                              | 배재고보                                           | 경성운동장      | 전문부 폐지                                              |
| 8회  | 1927 | 11.2- 4      | 청년부 | 연희전문                                           | 7 : 0                                              | 조선 축구단                                        | 경성운동장      | 전문부 폐지                                              |
| 9회  | 1928 | 11.1 -5      | 소학부 | 서빙고보통학교                                     | 4 : 2                                              | 안악공립보통학교                                   | 경성운동장      |                                                          |
| 9회  | 1928 | 11.1 -5      | 중등부 | 경신학교                                           | 8 : 0                                              | 경성실업전수학교                                   | 경성운동장      |                                                          |
| 9회  | 1928 | 11.1 -5      | 청년부 | 연희전문                                           | 3 : 0                                              | 보성전문                                           | 경성운동장      |                                                          |
| 10회 | 1929 | 10.24 - 26   | 소학부 | 서빙고보통학교                                     | 8 : 0                                              | 흥명보통학교                                       | 경성운동장      |                                                          |
| 10회 | 1929 | 10.24 - 26   | 중등부 | 경신학교                                           | 2 : 0                                              | 보성고보                                           | 경성운동장      |                                                          |
| 10회 | 1929 | 10.24 - 26   | 청년부 | 보성전문                                           | 3 : 1                                              | 연우구락부                                         | 경성운동장      |                                                          |
| 11회 | 1930 | 10.30        | 소학부 | 안악공립보통학교, 흥동학교 공동 우승(0 : 0 무승부) | 안악공립보통학교, 흥동학교 공동 우승(0 : 0 무승부) | 안악공립보통학교, 흥동학교 공동 우승(0 : 0 무승부) | 경성운동장      |                                                          |
| 11회 | 1930 | 10.30        | 중등부 | 숭실중학                                           | 2 : 0                                              | 경성실업전수학교                                   | 경성운동장      |                                                          |
| 11회 | 1930 | 10.30        | 청년부 | 연희전문                                           | 3 : 2                                              | 보성전문                                           | 경성운동장      |                                                          |
| 12회 | 1931 | 10.2         | 소학부 | 충신학원                                           | 6 : 1                                              | 흥동학교                                           | 경성운동장      |                                                          |
| 12회 | 1931 | 10.2         | 중등부 | 숭실중학                                           | 1 : 0                                              | 경신학교                                           | 경성운동장      |                                                          |
| 12회 | 1931 | 10.2         | 청년부 | 숭실전문                                           | 3 : 1                                              | 연희전문                                           | 경성운동장      |                                                          |
| 13회 | 1932 | 11.4         | 소학부 | 경기무효                                           | 경기무효                                           | 경기무효                                           | 경성운동장      | 전문부 부활                                              |
| 13회 | 1932 | 11.4         | 중등부 | 경성농업학교                                       | 자료없음                                           | 배재고보                                           | 경성운동장      | 전문부 부활                                              |
| 13회 | 1932 | 11.4         | 전문부 | 보성전문                                           | 2 : 0                                              | 연희전문                                           | 경성운동장      | 전문부 부활                                              |
| 13회 | 1932 | 11.4         | 청년부 | 청진 축구단                                        | [ a 12 ]                                           | 계림 축구단                                        | 경성운동장      | 전문부 부활                                              |
| 14회 | 1933 | 11.1         | 소학부 | 충신학원                                           | 3 : 2                                              | 보인보통학교                                       | 경성운동장      |                                                          |
| 14회 | 1933 | 11.1         | 중등부 | 경성농업학교                                       | 2 : 1                                              | 선천신성학교                                       | 경성운동장      |                                                          |
| 14회 | 1933 | 11.1         | 전문부 | 숭실전문                                           | 4 : 1                                              | 연희전문                                           | 경성운동장      |                                                          |
| 14회 | 1933 | 11.1         | 청년부 | 조선 축구단                                        | 2 : 1                                              | 경성 축구단                                        | 경성운동장      |                                                          |
| 15회 | 1934 | 11.2 - 5     | 소학부 | 충신학원                                           | 자료없음                                           | 명성학원                                           | 경성운동장      |                                                          |
| 15회 | 1934 | 11.2 - 5     | 중등부 | 숭실중학교                                         | 2 : 0                                              | 중동중학교                                         | 경성운동장      |                                                          |
| 15회 | 1934 | 11.2 - 5     | 전문부 | 보성전문                                           | 2 : 1                                              | 연희전문                                           | 경성운동장      |                                                          |
| 15회 | 1934 | 11.2 - 5     | 일반부 | 평양 축구단                                        | 3 : 1                                              | 조선 축구단                                        | 경성운동장      |                                                          |
| 16회 | 1935 | 10.22 - 26   | 중등부 | 휘문고보                                           | 1 : 0                                              | 숭실중                                             | 경성운동장      | 소학부 폐지                                              |
| 16회 | 1935 | 10.22 - 26   | 전문부 | 연희전문                                           | 3 : 1                                              | 보성전문                                           | 경성운동장      | 소학부 폐지                                              |
| 16회 | 1935 | 10.22 - 26   | 일반부 | 청진 축구단                                        | 3 : 0                                              | 철도국 축구단                                      | 경성운동장      | 소학부 폐지                                              |
| 17회 | 1936 | 10.31        | 중등부 | 경신학교                                           | 3 : 0                                              | 함흥영생고보                                       | 경성운동장      |                                                          |
| 17회 | 1936 | 10.31        | 전문부 | 연희전문                                           | 2 : 1                                              | 보성전문                                           | 경성운동장      |                                                          |
| 17회 | 1936 | 10.31        | 일반부 | 경성 축구단                                        | 4 : 2                                              | 순천 축구단                                        | 경성운동장      |                                                          |
| 18회 | 1937 | 10.30        | 중등부 | 배재고보                                           | 2 : 1                                              | 재령명신학교                                       | 경성운동장      |                                                          |
| 18회 | 1937 | 10.30        | 전문부 | 연희전문                                           | 4 : 2                                              | 경성치과전문                                       | 경성운동장      |                                                          |
| 18회 | 1937 | 10.30        | 일반부 | 서울 축구단                                        | 2 : 0                                              | 동방 축구단                                        | 경성운동장      |                                                          |
| 19회 | 1938 | 11.1 - 4     | 소학부 | 보성소학                                           | 자료없음                                           | 금성소학                                           | 경성운동장      | 소학부 부활                                              |
| 19회 | 1938 | 11.1 - 4     | 중등부 | 배재고보                                           | 1 : 0                                              | 중동중학교                                         | 경성운동장      | 소학부 부활                                              |
| 19회 | 1938 | 11.1 - 4     | 전문부 | 보성전문                                           | 4 : 1                                              | 연희전문                                           | 경성운동장      | 소학부 부활                                              |
| 19회 | 1938 | 11.1 - 4     | 일반부 | 함흥 축구단                                        | 4 : 0                                              | 경성 축구단                                        | 경성운동장      | 소학부 부활                                              |
| 20회 | 1939 | 11.2         | 소학부 | 진흥소학                                           | 3 : 1                                              | 선명소학                                           | 경성운동장      |                                                          |
| 20회 | 1939 | 11.2         | 중등부 | 중동중학교                                         | 1 : 0                                              | 보성고보                                           | 경성운동장      |                                                          |
| 20회 | 1939 | 11.2         | 전문부 | 보성전문                                           | 2 : 0                                              | 연희전문                                           | 경성운동장      |                                                          |
| 20회 | 1939 | 11.2         | 일반부 | 철도국 축구단                                      | 3 : 2                                              | 경성 축구단                                        | 경성운동장      |                                                          |
| 21회 | 1940 | 11.14        | 중등부 | 중동중학                                           | 3 : 2                                              | 보성고보                                           | 경성운동장      | 소학부폐지 일제의 침략 정책에 의해 21회 끝으로 대회 중단 |
| 21회 | 1940 | 11.14        | 전문부 | 보성전문                                           | 2 : 0                                              | 연희전문                                           | 경성운동장      | 소학부폐지 일제의 침략 정책에 의해 21회 끝으로 대회 중단 |
| 21회 | 1940 | 11.14        | 일반부 | 마장 축구단                                        | 1 : 0                                              | 선일 축구단                                        | 경성운동장      | 소학부폐지 일제의 침략 정책에 의해 21회 끝으로 대회 중단 |

1. ↑  중등부는 1, 2, 3회전 모두 심판 판정 불만으로 기권, 청년부는 3회전 중 심판 판정 불만으로 중단.
2. ↑  종로구 정동 배재공원자리
3. ↑  경성중학교는 1903년 조선에 거주하던 일본인 자제를 위한 중학교로 설립되었다. 1910년 국권침탈후 경희궁의 부속건물을 헐고 교사가 지어졌으므로 경성중학 운동장은 현재의 경희궁터이다. 경성중학교는 해방이후 서울고등학교가 되었으며 1980년 서초구로 이전하면서 경희궁이 복구되기 시작했다.
4. ↑  1894년 평양에 세워진 감리교 북감리회 계열의 학교. 현재, 서울 광성고등학교의 전신.
5. ↑  1908년 보인학회가 서울에 설립한 학교로 현재 보인고등학교
6. ↑  현,계동 현대사옥자리
7. 1 2  당시는 무승부시, 프리킥 1점, 슈팅 1점으로 계산해 다득점팀이 우승했다.
8. ↑  대한축구협회에서는 무오 축구단이라 기록했으나 당시 기사에서는 임술 축구단이 준우승 팀으로 보도되어있다.
9. ↑  함경남도 영흥군에 위치. 영흥군은 현재 금야군으로 이름이 바뀌었다.
10. ↑  1896년 평양에 설립된 감리교 북감리회 계열의 학교
11. ↑  10회대회의 경우 참가팀이 많아 부득이 하게 소학부예선의 경우 휘문고보 운동장에서 치루었다.
12. ↑  청년부는 리그전으로 열렸다. 1위 청진 축구단, 2위 계림 축구단, 3위 봉래 축구단 순.

## 역대 우승구단

### 최초 우승구단
- 무오축구단 (평양) - 1922년 제2회 대회[1]

### 구단별 우승 횟수
| 구단              | 우승                                  | 준우승                          |
| ----------------- | ------------------------------------- | ------------------------------- |
| 연희전문          | 3회 (1927, 1928, 1930)                | 1회 (1931)                      |
| 조선축구단        | 2회 (1925, 1933)                      | 3회 (1926, 1927, 1934)          |
| 무오 축구단       | 2회 (1922-제2회 전조선축구대회, 1926) | 1회 (1923)                      |
| 불교청년회 축구단 | 2회 (1922-제3회 전조선축구대회, 1923) | 1회 (1922-제2회 전조선축구대회) |
| 청진 축구단       | 2회 (1932, 1935)                      |                                 |
| 경성 축구단       | 1회 (1936)                            | 3회 (1933, 1938, 1939)          |
| 건강구락부        | 1회 (1924)                            | 1회 (1922-제3회 전조선축구대회) |
| 보성전문          | 1회 (1929)                            | 2회 (1928, 1930)                |
| 철도국 축구단     | 1회 (1939)                            | 1회 (1935)                      |
| 숭실전문          | 1회 (1931)                            |                                 |
| 평양 축구단       | 1회 (1934)                            |                                 |
| 서울 축구단       | 1회 (1937)                            |                                 |
| 함흥 축구단       | 1회 (1938)                            |                                 |
| 마장 축구단       | 1회 (1940)                            |                                 |
| 수양구락부        |                                       | 1회 (1924)                      |
| 고려구락부        |                                       | 1회 (1925)                      |
| 연우 구락부       |                                       | 1회 (1929)                      |
| 계림 축구단       |                                       | 1회 (1932)                      |
| 동방 축구단       |                                       | 1회 (1937)                      |
| 선일 축구단       |                                       | 1회 (1940)                      |
| 순천 축구단       |                                       | 1회 (1936)                      |

### 구단별 우승 횟수 (전신과 전문학교 포함시)
- 청년부-일반 성인팀 전신 포함시
  - 조선 축구단 4회 (19221, 19231, 1925, 1933)
  - 평양 축구단 3회 (19222, 19262, 1934)

1. 불교청년회 축구단시기
2. 무오 축구단 시기

- 전문학교 포함시3
  - 연희전문 8회 - 청년부 3회(1927, 1928, 1930), 전문부 5회(1925, 1926, 1930, 1936, 1937))
  - 보성전문 6회 - 청년부 1회(1929), 전문부 5회 (1932, 1934, 1938, 1939, 1940)
  - 숭실전문 3회 - 청년부 1회(1931), 전문부 1회 (1933)

1. 1927년~1931년 사이 전문부 폐지로 일반부에서 전문학교 팀이 우승함

### 연고지별 우승 횟수
- 서울 9(13)회 – 조선 축구단 (불교청년회 축구단), 건강구락부, 경성 축구단, 서울 축구단, 철도국 축구단, 마장 축구단, 연희전문, 보성전문
- 평양 3(4)회 – 평양 축구단 (무오 축구단), 숭실전문
- 청진 2회 - 청진 축구단
- 함흥 1회 - 함흥 축구단

※ 괄호안은 전문학교 포함시 횟수

## 같이 보기
- 전국체육대회 축구
- 전국축구선수권대회
- FA컵
- 전조선축구대회 (관서체육회)
- 대통령배 전국축구대회
- 대한축구협회

## 참고 문헌
- “전조선축구대회”. 대한축구협회. 2014년 11월 11일에 원본 문서에서 보존된 문서. 2018년 11월 1일에 확인함.
- “전조선축구대회”. 대한축구협회. 2012년 8월 11일에 원본 문서에서 보존된 문서. 2018년 9월 4일에 확인함.
- 大韓蹴球協會 편 『韓國蹴球百年史』라사라, 1986.
- 대한민국 스포츠 100년(22) 우승팀 못가린 창설 축구대회